# Worawut Saengampa
Worawut Saengampa (en tailandés: วรวุฒิ แสงอำภา; 23 de diciembre de 1992) es un deportista tailandés que compite en bochas adaptadas. Ganó cuatro medallas en los Juegos Paralímpicos de Verano, en los años 2016 y 2024.

## Palmarés internacional
| Juegos Paralímpicos | Juegos Paralímpicos     | Juegos Paralímpicos | Juegos Paralímpicos      |
| Año                 | Lugar                   | Medalla             | Prueba                   |
| ------------------- | ----------------------- | ------------------- | ------------------------ |
| 2016                | Río de Janeiro (Brasil) | Medalla de oro      | Equipo BC1-2 mixto       |
| 2016                | Río de Janeiro (Brasil) | Medalla de plata    | Individual BC2 mixto     |
| 2020                | Tokio (Japón)           | Medalla de oro      | Equipo BC1-2 mixto       |
| 2024                | París (Francia)         | Medalla de oro      | Individual BC2 masculino |